# Stonne
Stonne is een gemeente in het Franse departement Ardennes in de regio Grand Est en telt 40 inwoners (2018). De plaats maakt deel uit van het arrondissement Sedan.

## Geschiedenis
Van 15 tot 18 mei 1940 was het dorp het toneel van een tankslag tussen het Franse en
Duitse leger. Het dorp veranderde 17 keer van kamp en was na vier dagen volledig verwoest. Bij de strijdende partijen werden 57 tanks vernietigd en vielen er 34.000 slachtoffers (dood of gewond).
De gemeente maakte deel uit van het kanton Raucourt-et-Flaba tot dit op 22 maart werd opgeheven en gemeenten werden opgenomen in het kanton Vouziers.

## Geografie
De oppervlakte van Stonne bedraagt 7,18 km², de bevolkingsdichtheid is dus 6,0 inwoners per km².
De onderstaande kaart toont de ligging van Stonne met de belangrijkste infrastructuur en aangrenzende gemeenten.

## Demografie
Onderstaande figuur toont het verloop van het inwonertal (bron: INSEE-tellingen).
Vanwege een beveiligingsprobleem met de MediaWiki Graph-software is het momenteel niet mogelijk deze grafiek weer te geven. Zodra de software is bijgewerkt zal de grafiek vanzelf weer zichtbaar worden.

## Bezienswaardigheden
- een gedenkteken ter nagedachtenis aan de Slag om Stonne met twee tanks een Char B1 bis en een recentere tank AMX 13 als eerbetoon aan het tankwapen
- de Butte Stonne, ook Pain de Sucre genoemd, is een natuurlijke heuvel, in de Gallo-Romeinse tijd een grafheuvel, die in de tweede eeuw werd opgehoogd en omgevormd tot een observatiepost
- de moderne kerk, heropgebouwd na de Tweede Wereldoorlog, met een muurschildering en glasraam van de kunstenaar Maurice Calka

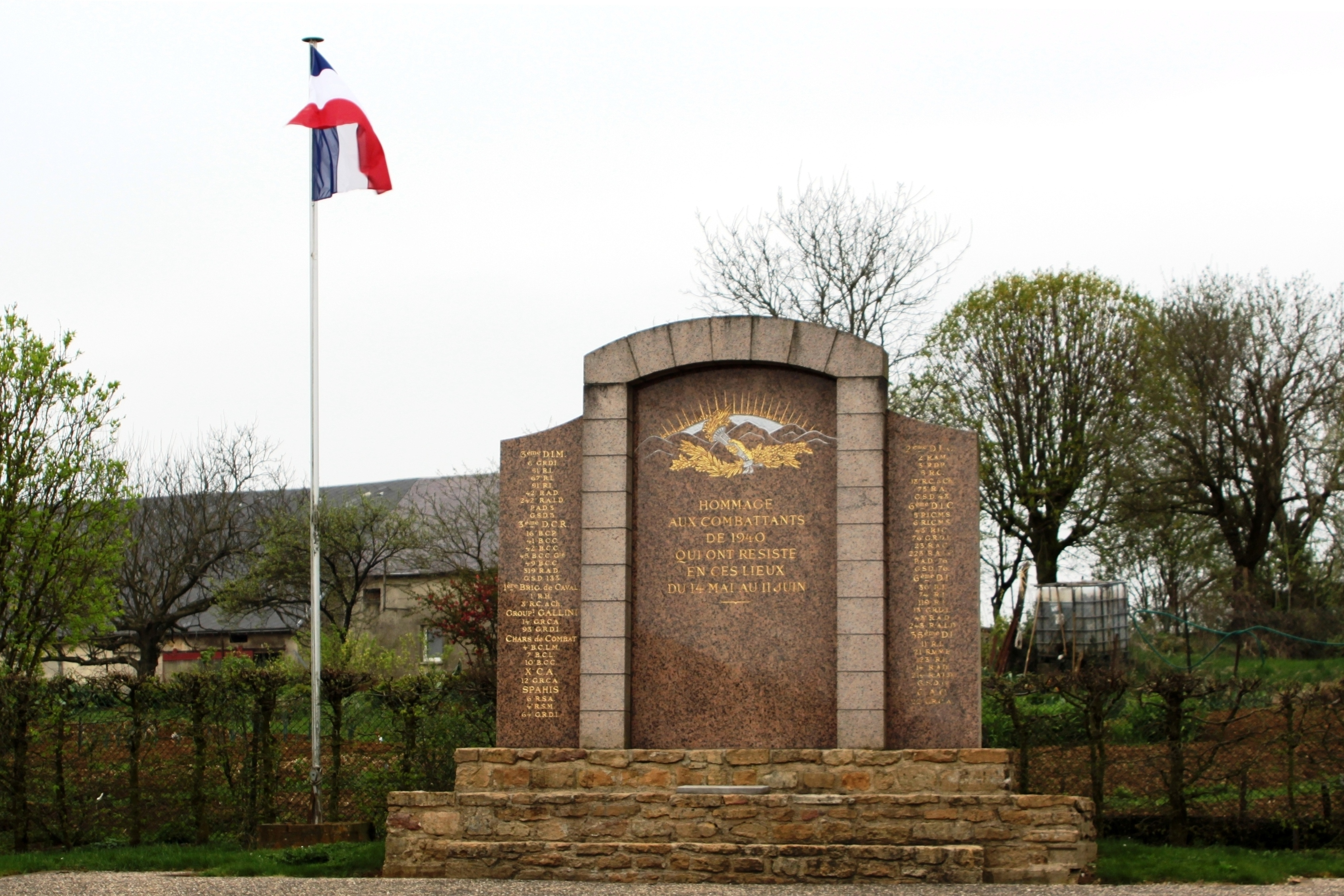
Oorlogsmonument
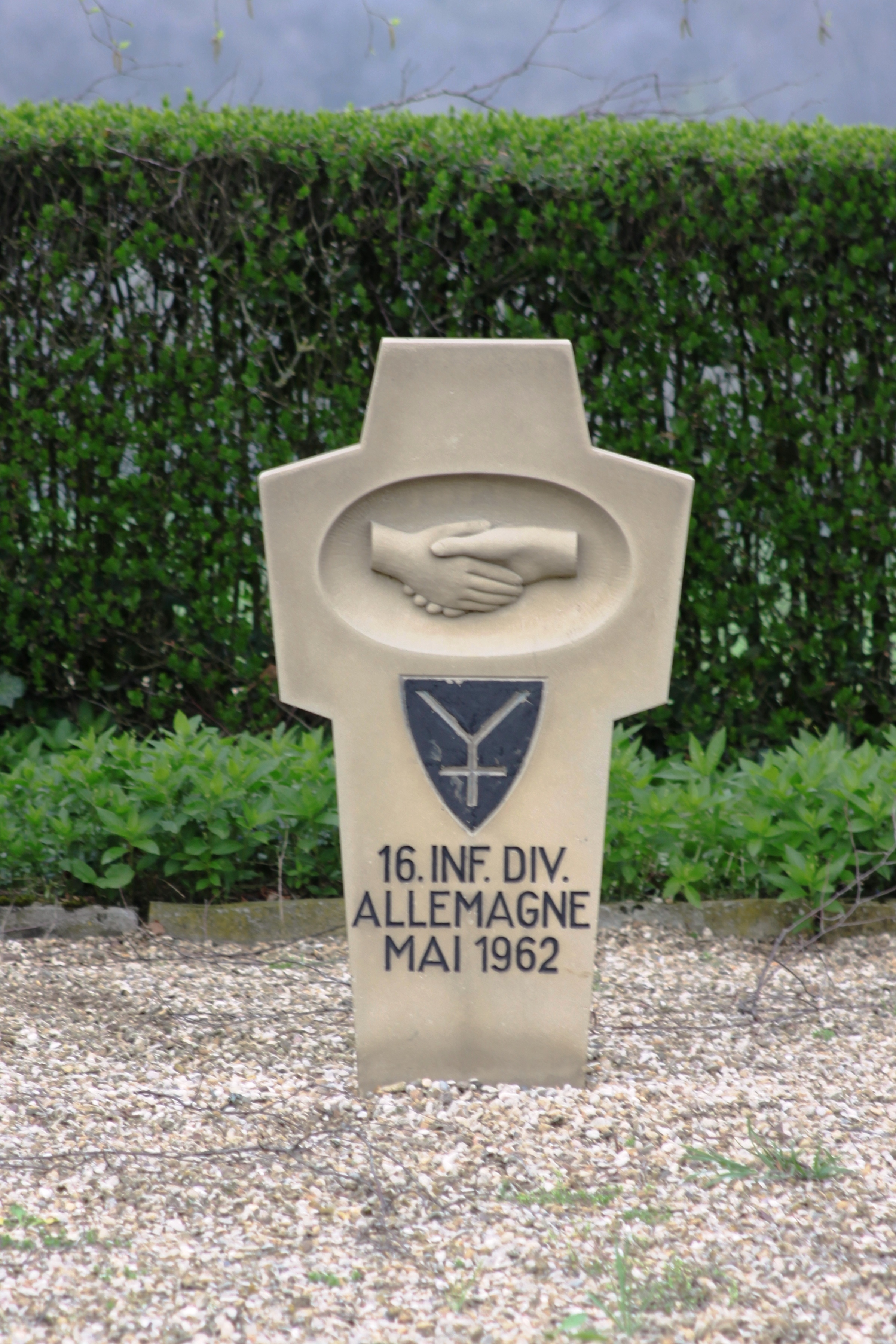
Monument der verzoening
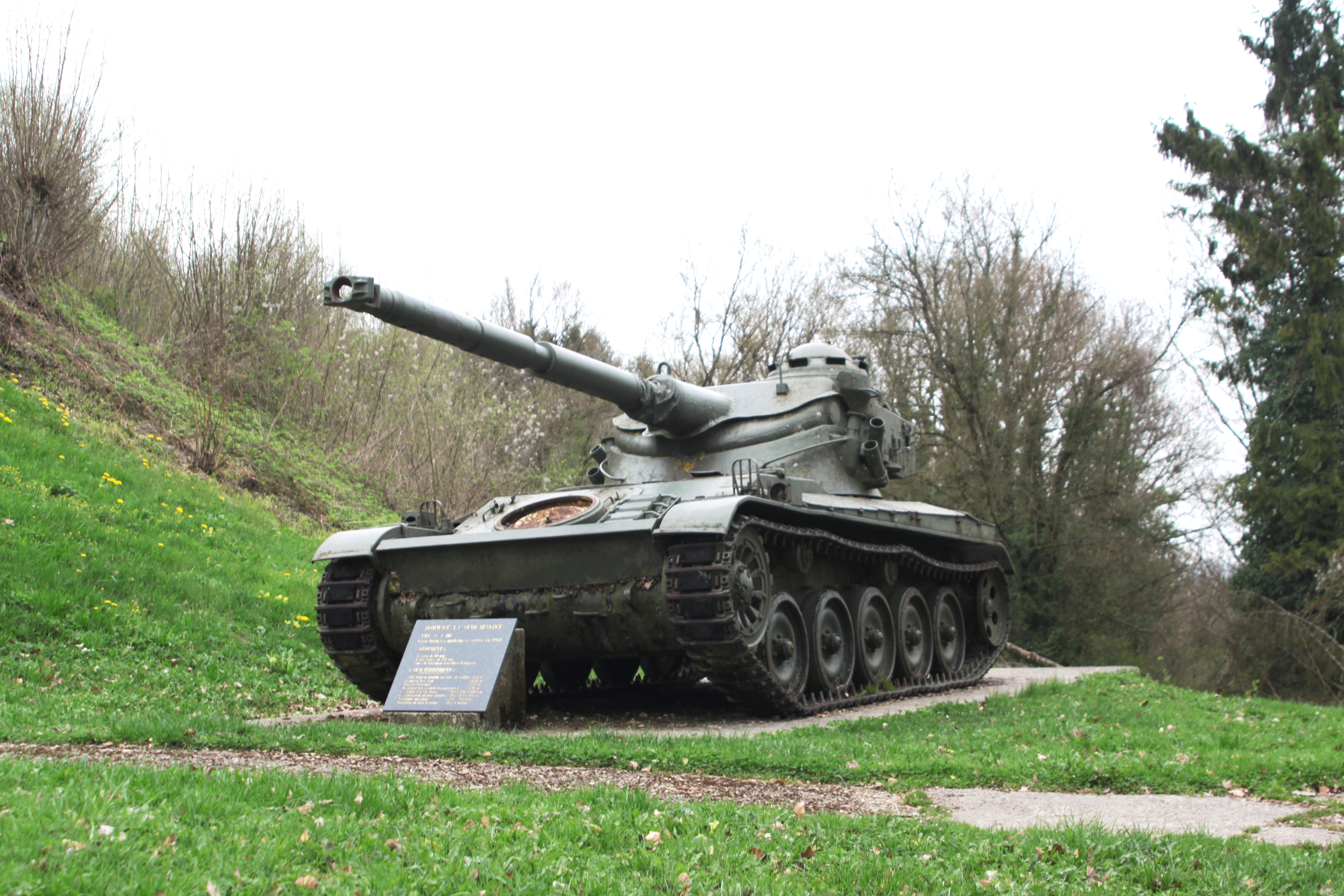
AMX13-tank in Stonne
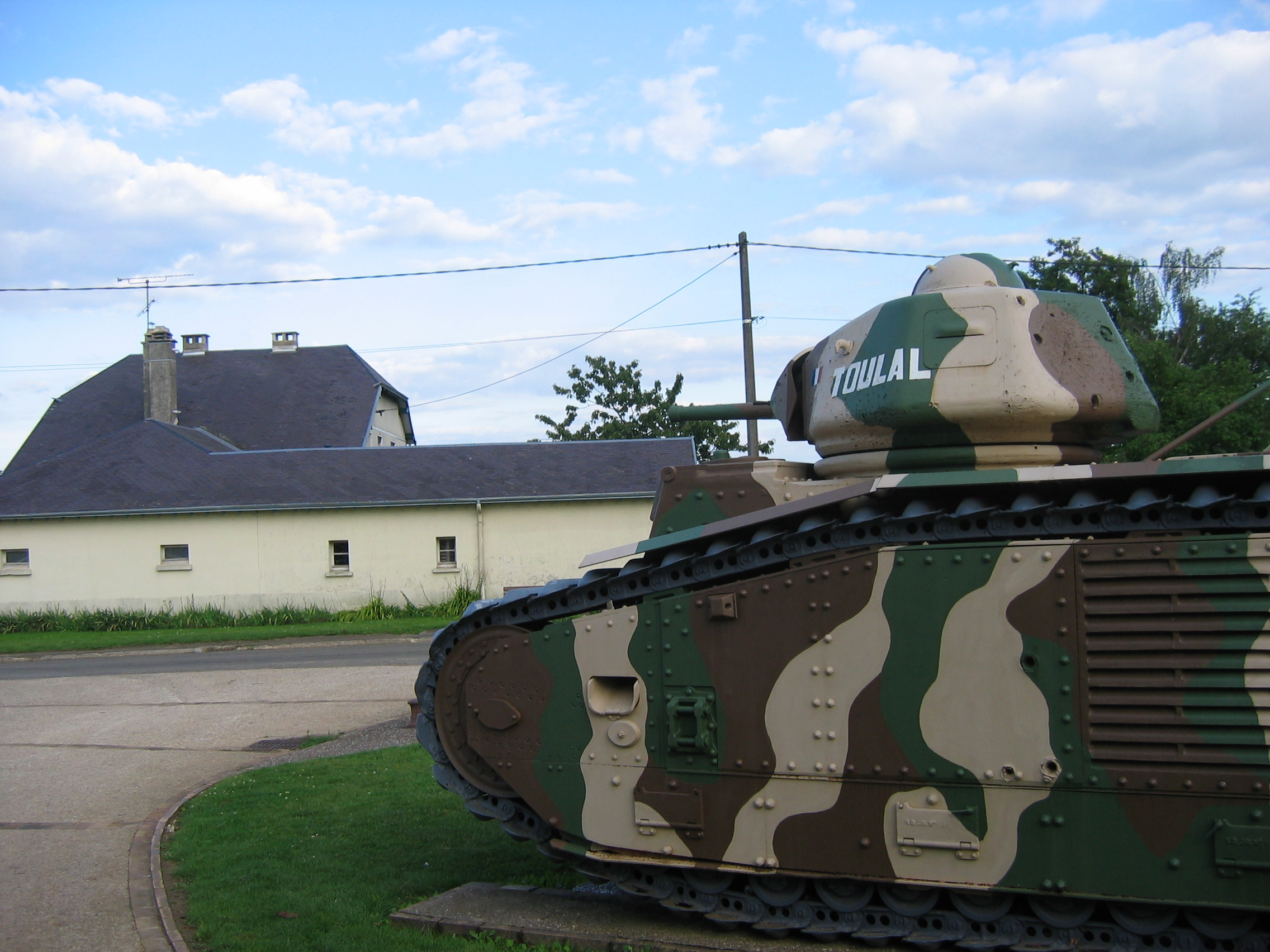
B1 bis-tank in Stonne
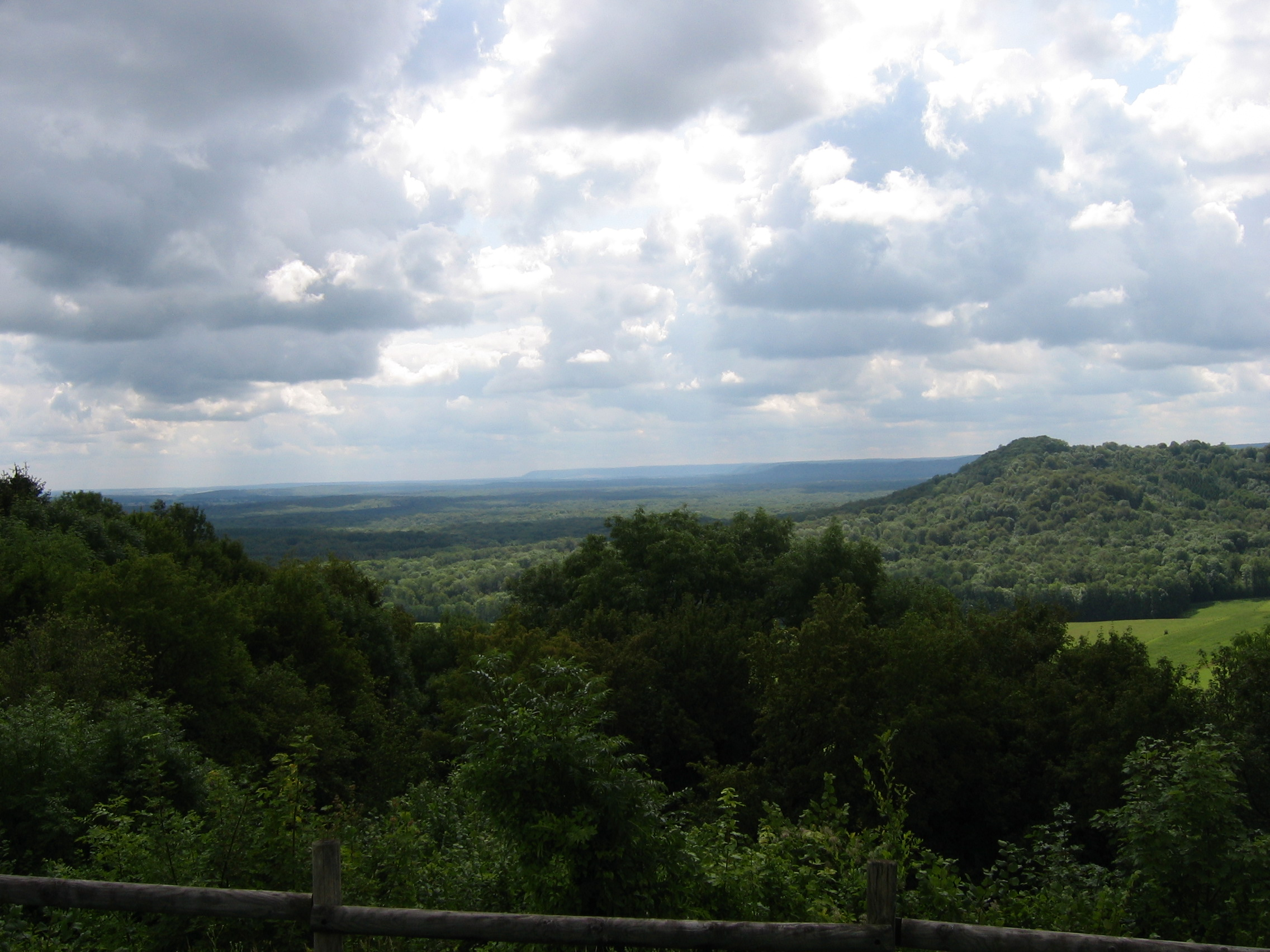
Pain de sucre bij Stonne